# Belén (Nicaragua)
Belén è un comune del Nicaragua facente parte del dipartimento di Rivas.